# Wetterin
Wetterin är ett berg i Österrike.   Det ligger i distriktet Bruck-Mürzzuschlag och förbundslandet Steiermark, i den östra delen av landet, 90 km sydväst om huvudstaden Wien. Toppen på Wetterin är 1 530 meter över havet.
Terrängen runt Wetterin är huvudsakligen kuperad, men åt sydost är den bergig. Runt Wetterin är det ganska glesbefolkat, med 48 invånare per kvadratkilometer.. Närmaste större samhälle är Neuberg an der Mürz, 15,9 km öster om Wetterin. 
I omgivningarna runt Wetterin växer i huvudsak blandskog.